# Le Feu de la vengeance
Pour plus de détails, voir Fiche technique et Distribution.
Le Feu de la vengeance (吼えろ鉄拳, Hoerotekken) est un film japonais réalisé par Norifumi Suzuki pour la compagnie Tōei et sorti en 1981. C'est un mélange de comédie d'action et de film de kung-fu, dont il reprend plusieurs stars (Hiroyuki Sanada, Sonny Chiba et Etsuko Shihomi, déjà apparus dans le film précédent de Suzuki, Les Tueurs noirs de l'empereur fou, en 1980). Selon le critique français Jean-François Rauger, Le Feu de la vengeance « ... témoigne d'une inventivité et d'une absence de complexes proches de la démence. »

## Synopsis
À Hong-Kong, un homme (Hiroyuki Sanada) est poursuivi et abattu par des membres des triades. Au Texas, son jumeau, Georges, se rend au chevet de son père mourant : celui-ci lui révèle qu'il l'a enlevé enfant à une riche famille du Japon avant de quitter le pays.
Georges arrive donc au Japon, son singe sur l'épaule. Après quelques péripéties qui lui valent l'amitié de plusieurs jeunes filles et d'un catcheur noir (Abdullah the Butcher), il fait la connaissance de sa famille : son oncle et sa grande sœur Chihiro (Etsuko Shihomi), qui est aveugle mais pratique les arts martiaux. Ses parents sont morts dans un accident d'avion et son frère jumeau Toru a « disparu ».
Au cours d'une soirée dans une boîte de nuit, un ventriloque (Sonny Chiba) lui révèle que son oncle a tué ses parents, et Georges découvre peu après que celui-ci est un yakuza admirateur d'Adolf Hitler, assisté d'une secrétaire sadique et sur la piste d'un diamant appartenant à la famille, qu'un chef des triades de Hong-Kong lui demande pour sceller la vente d'une cargaison d'héroïne.
Grâce à la boîte à musique de sa sœur, Georges retrouve le diamant à Kyoto, bien que des ninjas déguisés en moines le poursuivent à bicyclette. Son oncle lui propose d'échanger sa sœur contre le diamant, mais l'enferme dans une basse-fosse, où une de ses assistantes se prépare à le gazer « comme à Auschwitz ». Georges survit grâce à son singe, mais ne retrouve Chihiro que pour la voir mourir.
Arrivé à Hong-Kong sur les traces de son oncle, il y est poursuivi par les mêmes gangsters que son frère, et y retrouve le ventriloque, qui lui révèle qu'il est un agent d'Interpol. Tous deux mènent alors un raid chez le chef des triades, pour découvrir que l'oncle est parti fêter son succès dans la villa de celui-ci à Lantau avec le régime de bananes remplies d'héroïne.
Georges la prend d'assaut à mains nues.

## Fiche technique
- Titre original : 吼えろ鉄拳 (Hoerotekken?)
- Titre en français : Le Feu de la vengeance
- Titre en anglais : Roaring Fire
- Réalisation : Norifumi Suzuki
- Scénario : Shinsuke Inoue, Masakazu Shimura et Norifumi Suzuki
- Pays de production :  Japon
- Langue originale : japonais
- Genre : Comédie dramatique, film de kung-fu
- Format : couleur - 35 mm
- Durée : 95 minutes[2]
- Date de sortie :
  - Japon : 8 août 1981[2]

## Distribution
- Hiroyuki Sanada : Toru et Georges
- Sonny Chiba : l'inspecteur d'Interpol
- Etsuko Shihomi : Chihiro, sœur des jumeaux
- Lawrence Shreve (dit « Abdullah the Butcher ») : Samson
- Seizō Fukumoto